# 杨庄街道 (西安市)
杨庄街道，是中华人民共和国陕西省西安市长安区下辖的一个乡镇级行政单位。

## 行政区划
杨庄街道下辖以下地区：
杨庄村、营沟村、候官寨村、上堡村、井家湾村、付家塬村、李家山村、魏家岭村、汪庄村、石佛庄村、凤翔沟村、虎峪村、库峪口村、小寨村、大寨村、小庙村、高山庙村、南佛沟村、北佛沟村、陈家岩村、十里庙村、西木斯村、红庙子村和扯袍峪村。